# Gare de Chambourg
La gare de Chambourg est une gare ferroviaire française de la ligne de Joué-lès-Tours à Châteauroux, située sur le territoire de la commune de Chambourg-sur-Indre, dans le département d'Indre-et-Loire, en région Centre-Val de Loire.

## Situation ferroviaire
La gare de Chambourg est située au point kilométrique 276,024 de la ligne de Joué-lès-Tours à Châteauroux entre les gares de Reignac et Loches.
Son altitude est de 83 m.

## Histoire
La gare est ouverte le 15 juillet 1878.

## Services voyageurs

### Accueil
Halte SNCF, c'est un point d'arrêt non géré (PANG) disposant de panneaux d'informations et d'abris de quais.

### Dessertes

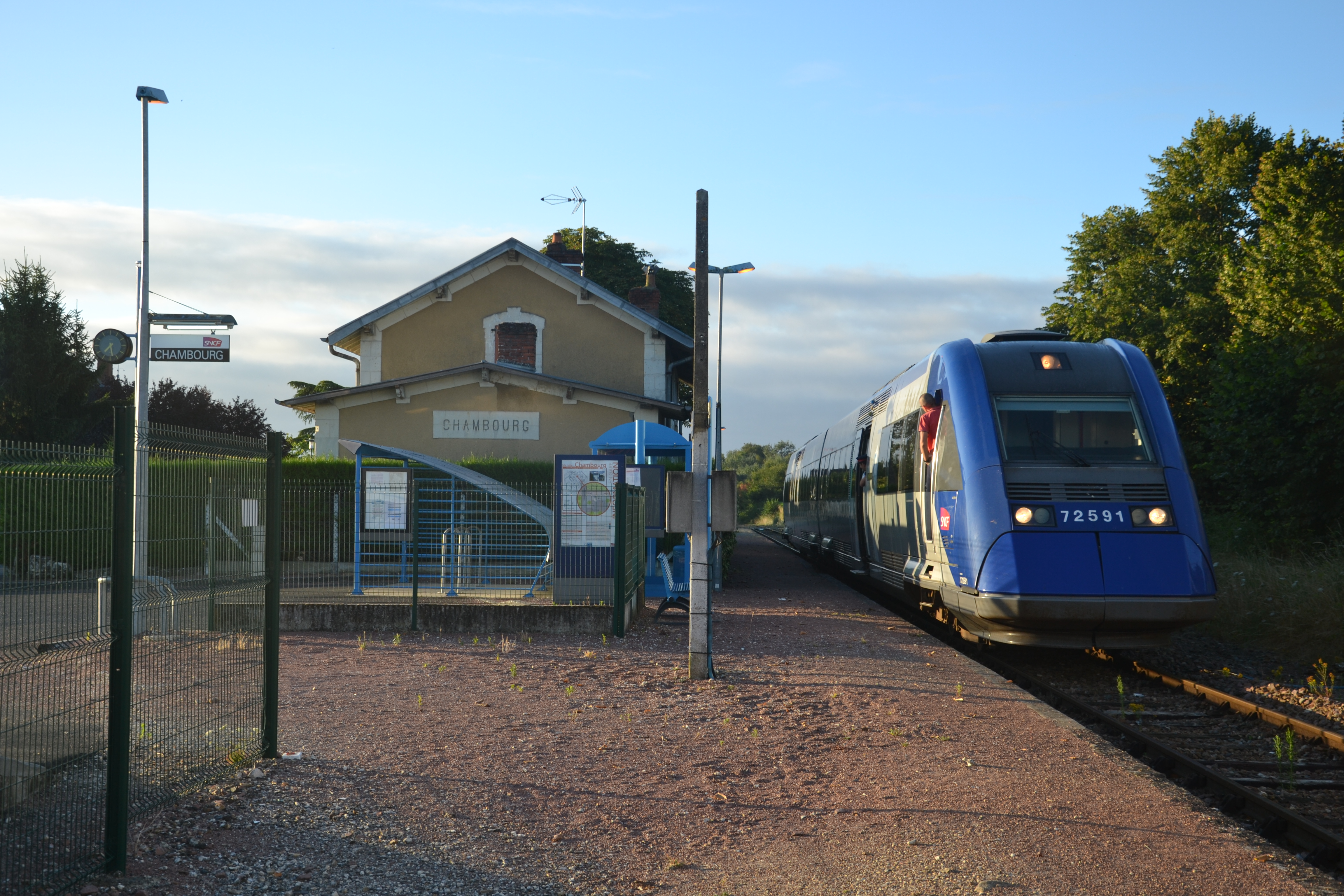
Arrêt d'un TER en gare.

Chambourg est desservie par des trains du réseau TER Centre-Val de Loire qui circulent sur la ligne no 31 entre les gares de Tours et Loches.

### Intermodalité
Un parking pour les véhicules ainsi que pour les vélos y est aménagé.